# Супротивнобалковский сельский совет
Супротивнобалковский сельский совет (укр. Супротивнобалківська сільська рада) — входит в состав
Новосанжарского района
Полтавской области
Украины.
Административный центр сельского совета находится в
с. Супротивная Балка.

## История
- 1926 — дата образования.

## Населённые пункты совета
- с. Супротивная Балка
- с. Кальницкое
- с. Пасечное